# Sovrani d'Aragona

Stemma della Corona d'Aragona

L'Aragona è una regione della Spagna nord-orientale. Il Regno d'Aragona comprendeva l'odierna comunità autonoma d'Aragona. Nel 1150 l'erede del regno (Petronilla, ultima della Casa d'Aragona) sposa Raimondo Berengario IV, Conte di Barcellona e si creò un nuovo stato: la Corona d'Aragona. I discendenti di essi assunsero il cognome materno d'Aragona, ma conservarono lo stemma Barcellona della linea maschile.
Il monarca, del Casato di Barcellona, regnava su:
- Regno di Aragona
- Principato di Catalogna[1]

Si aggiunsero, per conquista o legami matrimoniali:
- Territori Occitani
- la Contea di Provenza
- il Regno di Maiorca
- il Regno di Valencia
- il Regno di Sicilia
- il Regno di Sardegna
- il Regno di Napoli

## Lista
Nomi e ordine dei primi regnanti sono estremamente incerti, il primo, che dal 724 in Aragona (precisamente nel Sobrarbe, al confine con la Navarra) organizzò una resistenza e, sconfiggendo le truppe musulmane, occupò la città di Aínsa-Sobrarbe, fu Garcia Jimenez. Altri personaggi citati come Conti d'Aragona comprendono, tra gli altri, Jimeno Aznar, Galindo García e Fortun Jiménez

### Conti di Aragona
Primi Conti di Aragona 
- 802-809 Aureolus
- 809-823 Aznar I Galíndez
- 823-833 Garcia I d'Aragona
- 833-844 Galindo I d'Aragona
- 844-867 Galindo II d'Aragona
- 867-893 Aznar II
- 893-923 Galindo III d'Aragona
- 923-940 Andregoto Galíndez[2]
- 940 972 Sancho, ovvero Sancho II Garcés Abarca.[3]

 Conti d'Aragona e Re di Navarra, della Dinastia Jiménez 
- 972 994 Sancho II Garcés di Navarra, ovvero Sancho II Garcés Abarca
- 994 1000 García II Sánchez di Navarra, detto "il Tremolante"
- 1000 1035 Sancho III Garcés di Navarra, detto "il Grande"

### Re d'Aragona (1035-1164)
Dinastia Jiménez di Navarra (1035-1164) 
| Nome                     | Ritratto | Data di nascita | Regno             | Regno                          | Matrimoni                                                                            | Note |
| Nome                     | Ritratto | Data di nascita | Inizio            | Fine                           | Matrimoni                                                                            | Note |
| ------------------------ | -------- | --------------- | ----------------- | ------------------------------ | ------------------------------------------------------------------------------------ | --- |
| Ramiro I                 |          | circa 1008      | 18 ottobre 1035   | 8 maggio 1063                  | (1) Gilberga di Foix un figlio e quattro figlie (2) Agnese d'Aquitania nessun figlio | Figlio illegittimo di Sancho III Garcés; non usò mai ufficialmente il titolo di Re |
| Sancho                   |          | circa 1042      | 8 maggio 1063     | 4 giugno 1094                  | (1) Isabella di Urgell almeno un figlio (2) Felícia di Ramerupt due o tre figli      | Figlio di Ramiro I; fu anche Re di Navarra come Sancio V dal 1076 |
| Pietro I                 |          | circa 1068      | 4 giugno 1094     | 28 settembre 1104              | (1) Agnese d'Aquitania un figlio e una figlia (2) Berta nessun figlio                | Figlio di Sancho e Isabella; anche Re di Navarra; conquistò Huesca |
| Alfonso I il Battagliero |          | circa 1082      | 28 settembre 1104 | 7 settembre 1134               | Regina Urraca di Castiglia nessun figlio                                             | Figlio di Sancho e Felicia; anche Re di Navarra; conquistò Saragozza |
| Ramiro II il Monaco      |          | 24 aprile 1086  | 7 settembre 1134  | 13 novembre 1137 (abdicazione) | Agnese di Poitiers una figlia                                                        | Figlio di Sancho e Felicia; mantenne il titolo di Re fino alla morte, il 16 agosto 1157 |
| Petronilla               |          | 29 luglio 1136  | 13 novembre 1137  | 18 luglio 1164 (abdicazione)   | Conte Raimondo Berengario IV di Barcellona quattro figli e una figlia                | Figlia di Ramiro II; fu promessa in sposa all'età di un anno a Raimondo Berengario, che governò l'Aragona con il titolo di Principe dal 1137 al 1162, anno della sua morte; dopo l'abdicazione continuò a regnare come reggente del figlio, fino alla morte, il 17 ottobre 1174 |

### Re d'Aragona e Conti di Barcellona (Corona d'Aragona)
Casato di Barcellona o Casa d'Aragona (1164-1410) 
| Nome                       | Ritratto | Data di nascita  | Regno             | Regno             | Matrimoni | Note |
| Nome                       | Ritratto | Data di nascita  | Inizio            | Fine              | Matrimoni | Note |
| -------------------------- | -------- | ---------------- | ----------------- | ----------------- | --- | --- |
| Alfonso II il Casto        |          | marzo 1157       | 18 luglio 1164    | 25 aprile 1196    | Sancha di Castiglia quattro o cinque figli e quattro figlie | Figlio di Petronilla; battezzato Raimondo Berengario; fu anche conte di Provenza; conquistò Teruel                                                                                     |
| Pietro II il Cattolico     |          | 1174 ca.         | 25 aprile 1196    | 14 settembre 1213 | Maria di Montpellier un figlio e una figlia | Primogenito di Alfonso II; nel 1212 prese parte alla Battaglia di Las Navas de Tolosa e morì l'anno dopo nella Battaglia di Muret, contro Simone IV di Montfort                        |
| Giacomo I il Conquistatore |          | 1º febbraio 1208 | 14 settembre 1213 | 27 luglio 1276    | (1) Eleonora di Castiglia un figlio (2) Iolanda d'Ungheria quattro figli e sei figlie (3) Teresa Gil de Vidaure due figli                                                         | Figlio di Pietro II; conquistò Valencia, Maiorca e Ibiza, scrisse il Libre dels feyts; fu quindi anche Re di Valencia e Maiorca                                                        |
| Pietro III il Grande       |          | 1239 ca.         | 27 luglio 1276    | 11 novembre 1285  | Regina Costanza II di Sicilia quattro figli e due figlie | Figlio di Giacomo I e Iolanda; fu anche Re di Valencia (mentre Maiorca fu eredita da suo fratello Giacomo II e non tornò alla Corona d'Aragona fino a Pietro IV); conquistò la Sicilia |
| Alfonso III il Liberale    |          | 4 novembre 1265  | 11 novembre 1285  | 18 giugno 1291    | Eleonora d'Inghilterra nessun figlio | Figlio di Pietro e Costanza; conquistò Minorca; dal 1286 fu anche Re di Maiorca |
| Giacomo II il Giusto       |          | 10 agosto 1267   | 18 giugno 1291    | 2 novembre 1327   | (1) Isabella di Castiglia nessun figlio (2) Bianca di Napoli cinque figli e cinque figlie (3) Maria di Cipro nessun figlio (4) Elisenda di Montcada nessun figlio                 | Figlio di Pietro e Costanza; fu re di Sicilia dal 1285 al 1295; iniziò la conquista della Sardegna                                                                                     |
| Alfonso IV il Buono        |          | gennaio 1299     | 2 novembre 1327   | 27 gennaio 1336   | (1) Teresa di Entenza cinque figli e due figlie (2) Eleonora di Castiglia due figli                                                                                               | Figlio di Giacomo e Bianca |
| Pietro IV il Cerimonioso   |          | 5 settembre 1319 | 27 gennaio 1336   | 5 gennaio 1387    | (1) Maria di Navarra un figlio e tre figlie (2) Eleonora del Portogallo nessun figlio (3) Eleonora di Sicilia tre figli e una figlia (4) Sibilla di Fortià due figli e una figlia | Figlio di Alfonso e Teresa; depose il re di Maiorca, scrisse le Cronache |
| Giovanni I il Cacciatore   |          | 27 dicembre 1350 | 5 gennaio 1387    | 19 maggio 1396    | (1) Marta di Armagnac tre figli e due figlie (2) Iolanda di Bar tre figli e tre o quattro figlie                                                                                  | Figlio di Pietro ed Eleonora |
| Martino I l'Umano          |          | 29 luglio 1356   | 19 maggio 1396    | 31 maggio 1410    | (1) Maria de Luna tre figli e una figlia (2) Margherita di Prades nessun figlio                                                                                                   | Figlio di Pietro ed Eleonora; dal 1409 fu anche re di Sicilia come Martino II (Martino il Vecchio)                                                                                     |

 Interregno (1410-1412) 

 Casa di Trastámara (1412-1555) 
| Nome                                           | Ritratto | Data di nascita   | Regno              | Regno              | Matrimoni                                                                                 | Note |
| Nome                                           | Ritratto | Data di nascita   | Inizio             | Fine               | Matrimoni                                                                                 | Note |
| ---------------------------------------------- | -------- | ----------------- | ------------------ | ------------------ | ----------------------------------------------------------------------------------------- | --- |
| Ferdinando I il Giusto                         |          | 2 novembre 1380   | 28 giugno 1412     | 2 aprile 1416      | Eleonora d'Alburquerque cinque figli e due figlie                                         | Nipote di Martino |
| Alfonso V il Magnanimo o il Saggio o il Giusto |          | 1394              | 2 aprile 1416      | 27 giugno 1458     | Maria di Trastámara nessun figlio                                                         | Figlio di Ferdinando; terminò la conquista della Sardegna; conquistò Napoli; ebbe un figlio illegittimo, Ferrante I re di Napoli |
| Giovanni II                                    |          | 29 giugno 1397/98 | 27 giugno 1458     | 19/20 gennaio 1479 | (1) Bianca di Navarra due figli e due figlie (2) Giovanna Enríquez un figlio e tre figlie | Figlio di Ferdinando; il suo titolo fu conteso nella Guerra civile catalana (1462-1472) |
| Ferdinando II il Cattolico                     |          | 10 marzo 1452     | 19/20 gennaio 1479 | 23 gennaio 1516    | (1) Regina Isabella di Castiglia un figlio e quattro figlie (2) Germana de Foix un figlio | Figlio di Giovanni e Giovanna; Re consorte di Castiglia come Ferdinando V; invase la Navarra; divenne anche Re di Napoli come Ferdinando III nel 1504 |
| Giovanna la Pazza                              |          | 6 novembre 1479   | 23 gennaio 1516    | 12 aprile 1555     | Filippo d'Asburgo il Bello due figli e quattro figlie                                     | Terzogenita di Ferdinando II e di Isabella di Castiglia; fu regina di Castiglia e León (1504-1555), regina di Sicilia, regina di Napoli come Giovanna III, regina di Sardegna; la sua sovranità fu nominale ed esercitata dal padre e dal figlio Carlo I |

### Conti di Barcellona, pretendenti al titolo di Re d'Aragona (Trastámara, Aviz, Valois-Angiò) (1462-1472)
Occuparono il trono durante la guerra civile catalana e nessuno di essi regnò ad Aragona, a Maiorca, né a Valencia, che rimase sotto il controllo di Giovanni II.
| Nome               | Ritratto | Data di nascita | Regno          | Regno                        | Matrimoni                                                                                      | Note |
| Nome               | Ritratto | Data di nascita | Inizio         | Fine                         | Matrimoni                                                                                      | Note |
| ------------------ | -------- | --------------- | -------------- | ---------------------------- | ---------------------------------------------------------------------------------------------- | --- |
| Enrico l'Impotente |          | 25 gennaio 1425 | agosto 1462    | giugno 1463 (deposizione)    | (1) Bianca di Trastámara nessun figlio (2) Giovanna d'Aviz una figlia                          | Re di Castiglia come Enrico IV; morì l'11 dicembre 1474                                                         |
| Pietro V           |          | 1429 ca.        | ottobre 1463   | 30 giugno 1466               | -                                                                                              | Connestabile del Portogallo; figlio del duca di Coimbra Pietro d'Aviz e nipote del Re Giovanni I del Portogallo |
| Renato il Buono    |          | 16 gennaio 1409 | 30 luglio 1466 | 8 ottobre 1472 (deposizione) | (1) Duchessa Isabella di Lorena cinque figli e cinque figlie (2) Jeanne de Laval nessun figlio | Duca d'Angiò, Lorena e Bar, Conte di Provenza; morì il 10 luglio 1480                                           |

### Re d'Aragona, Castiglia, Valencia, Sardegna e Maiorca, Conti di Barcellona, della Dinastia d'Asburgo
Per i re di Castiglia precedenti all'unione dinastica con Aragona, si veda Sovrani di Castiglia.
| Nome        | Ritratto | Data di nascita  | Regno             | Regno                         | Matrimoni | Note                                                                                             |
| Nome        | Ritratto | Data di nascita  | Inizio            | Fine                          | Matrimoni | Note                                                                                             |
| ----------- | -------- | ---------------- | ----------------- | ----------------------------- | --- | ------------------------------------------------------------------------------------------------ |
| Carlo I     |          | 24 febbraio 1500 | 23 gennaio 1516   | 16 gennaio 1556 (abdicazione) | Isabella d'Aviz tre figli e due figlie | Figlio di Giovanna; Imperatore come Carlo V; Re di Castiglia (Spagna); morì il 21 settembre 1558 |
| Filippo I   |          | 21 maggio 1527   | 16 gennaio 1556   | 13 settembre 1598             | (1) Maria Emanuela d'Aviz un figlio (2) Regina Maria I d'Inghilterra due figli (3) Elisabetta di Valois cinque figlie (4) Anna d'Austria quattro figli e una figlia | Primogenito di Carlo V; Re di Castiglia (Spagna) come Filippo II                                 |
| Filippo II  |          | 14 aprile 1578   | 13 settembre 1598 | 31 marzo 1621                 | Margherita d'Austria-Stiria quattro figli e quattro figlie | Quartogenito di Filippo II e Anna; Re di Castiglia (Spagna) come Filippo III                     |
| Filippo III |          | 8 aprile 1605    | 31 marzo 1621     | 17 settembre 1665             | (1) Elisabetta di Francia un figlio e sei figlie (2) Maria Anna d'Austria tre figli e due figlie                                                                    | Primogenito maschio di Filippo III; Re di Castiglia (Spagna) come Filippo IV                     |

### Conti di Barcellona, della Dinastia di Borbone
Durante la Guerra dei Mietitori, nessuno dei Borbone regnò ad Aragona, a Maiorca né a Valencia, che rimasero sotto il controllo di Filippo IV di Spagna.
| Nome     | Ritratto | Data di nascita   | Regno           | Regno                      | Matrimoni                                            | Note                                                                                            |
| Nome     | Ritratto | Data di nascita   | Inizio          | Fine                       | Matrimoni                                            | Note                                                                                            |
| -------- | -------- | ----------------- | --------------- | -------------------------- | ---------------------------------------------------- | ----------------------------------------------------------------------------------------------- |
| Luigi I  |          | 27 settembre 1601 | 23 gennaio 1641 | 14 maggio 1643             | Anna d'Austria due figli                             | Re di Francia come Luigi XIII; fu proclamato Conte di Barcellona dalla Generalitat de Catalunya |
| Luigi II |          | 5 settembre 1638  | 14 maggio 1643  | ottobre 1652 (deposizione) | Maria Teresa d'Asburgo-Spagna tre figli e tre figlie | Primogenito di Luigi e Anna; Re di Francia come Luigi XIV; morì il 1º settembre 1715            |

### Re d'Aragona, Castiglia, Valencia e Maiorca, Conti di Barcellona, della Dinastia d'Asburgo
| Nome        | Ritratto | Data di nascita | Regno             | Regno             | Matrimoni                                                                                            | Note                                                                |
| Nome        | Ritratto | Data di nascita | Inizio            | Fine              | Matrimoni                                                                                            | Note                                                                |
| ----------- | -------- | --------------- | ----------------- | ----------------- | --- | ------------------------------------------------------------------- |
| Filippo III |          | 8 aprile 1605   | 31 marzo 1621     | 17 settembre 1665 | (1) Elisabetta di Francia un figlio e sei figlie (2) Maria Anna d'Austria tre figli e due figlie     | Restaurato in Catalogna, non aveva mai smesso di regnare in Aragona |
| Carlo II    |          | 6 novembre 1661 | 17 settembre 1665 | 1º novembre 1700  | (1) Maria Luisa di Borbone-Orléans nessun figlio (2) Maria Anna del Palatinato-Neuburg nessun figlio | Terzo figlio maschio di Filippo IV e Maria Anna; Re di Spagna       |

### Re d'Aragona e Conti di Barcellona durante la Guerra di successione spagnola
| Nome       | Ritratto | Data di nascita  | Regno            | Regno           | Matrimoni                                                                                 | Note |
| Nome       | Ritratto | Data di nascita  | Inizio           | Fine            | Matrimoni                                                                                 | Note |
| ---------- | -------- | ---------------- | ---------------- | --------------- | ----------------------------------------------------------------------------------------- | --- |
| Filippo IV |          | 19 dicembre 1683 | 16 novembre 1700 | 14 ottobre 1705 | (1) Maria Luisa di Savoia quattro figli (2) Elisabetta Farnese quattro figli e tre figlie | Nipote di Luigi XIV e di sua moglie Maria Teresa, sorella di Carlo; pretendente borbonico al trono di Spagna come Filippo V morì il 9 luglio 1746 |
| Carlo III  |          | 1º ottobre 1685  | 14 ottobre 1705  | 6 marzo 1714    | Elisabetta Cristina di Brunswick-Wolfenbüttel un figlio e tre figlie                      | Dal 1711 Imperatore come Carlo VI; pretendente asburgico, non deve essere confuso con il vero Carlo III di Spagna; morì il 20 ottobre 1740        |

La Corona d'Aragona cessa di esistere come entità politica autonoma, i Decreti di Nueva Planta ne sanciscono la definitiva annessione al Regno di Spagna.

## Linea di successione dei re d'Aragona fino all'unione dinastica con la Castiglia
|                        |                        |                        |                        |                        |                        |                                  |                                  |                                  |                                  |                                  |                                  |                                     |                                     |                                     |                                     |                                     |                                     |                           |                           |                           |                           |                           |                           | RAMIRO I *c.1008 †1063                                    |                                              |                                              |                                              |                                              |                                              |                                         |                                         |                                         |                                         |                                         |                                         |                                   |                                   |                                   |                                   |                                   |                                   |  |  |  |  |  |  |  |  |  |  |  |  |  |  |  |  |  |  |
|                        |                        |                        |                        |                        |                        |                                  |                                  |                                  |                                  |                                  |                                  |                                     |                                     |                                     |                                     |                                     |                                     |                           |                           |                           |                           |                           |                           |                                                           |                                              |                                              |                                              |                                              |                                              |                                         |                                         |                                         |                                         |                                         |                                         |                                   |                                   |                                   |                                   |                                   |                                   |  |  |  |  |  |  |  |  |  |  |  |  |  |  |  |  |  |  |
|                        |                        |                        |                        |                        |                        |                                  |                                  |                                  |                                  |                                  |                                  |                                     |                                     |                                     |                                     |                                     |                                     |                           |                           |                           |                           |                           |                           | SANCIO I (V) *c1042 †1094                                 |                                              |                                              |                                              |                                              |                                              |                                         |                                         |                                         |                                         |                                         |                                         |                                   |                                   |                                   |                                   |                                   |                                   |  |  |  |  |  |  |  |  |  |  |  |  |  |  |  |  |  |  |
|                        |                        |                        |                        |                        |                        |                                  |                                  |                                  |                                  |                                  |                                  |                                     |                                     |                                     |                                     |                                     |                                     |                           |                           |                           |                           |                           |                           |                                                           |                                              |                                              |                                              |                                              |                                              |                                         |                                         |                                         |                                         |                                         |                                         |                                   |                                   |                                   |                                   |                                   |                                   |  |  |  |  |  |  |  |  |  |  |  |  |  |  |  |  |  |  |
|                        |                        |                        |                        |                        |                        |                                  |                                  |                                  |                                  |                                  |                                  |                                     |                                     |                                     |                                     |                                     |                                     |                           |                           |                           |                           |                           |                           |                                                           |                                              |                                              |                                              |                                              |                                              |                                         |                                         |                                         |                                         |                                         |                                         |                                   |                                   |                                   |                                   |                                   |                                   |  |  |  |  |  |  |  |  |  |  |  |  |  |  |  |  |  |  |
|                        |                        |                        |                        |                        |                        |                                  |                                  |                                  |                                  |                                  |                                  | PIETRO I *c.1068 †1104              | PIETRO I *c.1068 †1104              | PIETRO I *c.1068 †1104              | PIETRO I *c.1068 †1104              | PIETRO I *c.1068 †1104              | PIETRO I *c.1068 †1104              | ALFONSO I *c.1082 †1134   | ALFONSO I *c.1082 †1134   | ALFONSO I *c.1082 †1134   | ALFONSO I *c.1082 †1134   | ALFONSO I *c.1082 †1134   | ALFONSO I *c.1082 †1134   | RAMIRO II *c.1080 †1157                                   | RAMIRO II *c.1080 †1157                      | RAMIRO II *c.1080 †1157                      | RAMIRO II *c.1080 †1157                      | RAMIRO II *c.1080 †1157                      | RAMIRO II *c.1080 †1157                      |                                         |                                         |                                         |                                         |                                         |                                         |                                   |                                   |                                   |                                   |                                   |                                   |  |  |  |  |  |  |  |  |  |  |  |  |  |  |  |  |  |  |
|                        |                        |                        |                        |                        |                        |                                  |                                  |                                  |                                  |                                  |                                  | PIETRO I *c.1068 †1104              | PIETRO I *c.1068 †1104              | PIETRO I *c.1068 †1104              | PIETRO I *c.1068 †1104              | PIETRO I *c.1068 †1104              | PIETRO I *c.1068 †1104              | ALFONSO I *c.1082 †1134   | ALFONSO I *c.1082 †1134   | ALFONSO I *c.1082 †1134   | ALFONSO I *c.1082 †1134   | ALFONSO I *c.1082 †1134   | ALFONSO I *c.1082 †1134   | RAMIRO II *c.1080 †1157                                   | RAMIRO II *c.1080 †1157                      | RAMIRO II *c.1080 †1157                      | RAMIRO II *c.1080 †1157                      | RAMIRO II *c.1080 †1157                      | RAMIRO II *c.1080 †1157                      |                                         |                                         |                                         |                                         |                                         |                                         |                                   |                                   |                                   |                                   |                                   |                                   |  |  |  |  |  |  |  |  |  |  |  |  |  |  |  |  |  |  |
|                        |                        |                        |                        |                        |                        |                                  |                                  |                                  |                                  |                                  |                                  |                                     |                                     |                                     |                                     |                                     |                                     |                           |                           |                           |                           |                           |                           | PETRONILLA *1136 †1174 Raimondo Berengario IV *1113 †1162 |                                              |                                              |                                              |                                              |                                              |                                         |                                         |                                         |                                         |                                         |                                         |                                   |                                   |                                   |                                   |                                   |                                   |  |  |  |  |  |  |  |  |  |  |  |  |  |  |  |  |  |  |
|                        |                        |                        |                        |                        |                        |                                  |                                  |                                  |                                  |                                  |                                  |                                     |                                     |                                     |                                     |                                     |                                     |                           |                           |                           |                           |                           |                           |                                                           |                                              |                                              |                                              |                                              |                                              |                                         |                                         |                                         |                                         |                                         |                                         |                                   |                                   |                                   |                                   |                                   |                                   |  |  |  |  |  |  |  |  |  |  |  |  |  |  |  |  |  |  |
|                        |                        |                        |                        |                        |                        |                                  |                                  |                                  |                                  |                                  |                                  |                                     |                                     |                                     |                                     |                                     |                                     |                           |                           |                           |                           |                           |                           |                                                           |                                              |                                              |                                              |                                              |                                              |                                         |                                         |                                         |                                         |                                         |                                         |                                   |                                   |                                   |                                   |                                   |                                   |  |  |  |  |  |  |  |  |  |  |  |  |  |  |  |  |  |  |
|                        |                        |                        |                        |                        |                        |                                  |                                  |                                  |                                  |                                  |                                  |                                     |                                     |                                     |                                     |                                     |                                     |                           |                           |                           |                           |                           |                           | ALFONSO II (I) *1157 †1196                                | ALFONSO II (I) *1157 †1196                   | ALFONSO II (I) *1157 †1196                   | ALFONSO II (I) *1157 †1196                   | ALFONSO II (I) *1157 †1196                   | ALFONSO II (I) *1157 †1196                   | Sancio *1161 †1223                      | Sancio *1161 †1223                      | Sancio *1161 †1223                      | Sancio *1161 †1223                      | Sancio *1161 †1223                      | Sancio *1161 †1223                      |                                   |                                   |                                   |                                   |                                   |                                   |  |  |  |  |  |  |  |  |  |  |  |  |  |  |  |  |  |  |
|                        |                        |                        |                        |                        |                        |                                  |                                  |                                  |                                  |                                  |                                  |                                     |                                     |                                     |                                     |                                     |                                     |                           |                           |                           |                           |                           |                           | ALFONSO II (I) *1157 †1196                                | ALFONSO II (I) *1157 †1196                   | ALFONSO II (I) *1157 †1196                   | ALFONSO II (I) *1157 †1196                   | ALFONSO II (I) *1157 †1196                   | ALFONSO II (I) *1157 †1196                   | Sancio *1161 †1223                      | Sancio *1161 †1223                      | Sancio *1161 †1223                      | Sancio *1161 †1223                      | Sancio *1161 †1223                      | Sancio *1161 †1223                      |                                   |                                   |                                   |                                   |                                   |                                   |  |  |  |  |  |  |  |  |  |  |  |  |  |  |  |  |  |  |
|                        |                        |                        |                        |                        |                        |                                  |                                  |                                  |                                  |                                  |                                  |                                     |                                     |                                     |                                     |                                     |                                     |                           |                           |                           |                           |                           |                           |                                                           |                                              |                                              |                                              |                                              |                                              |                                         |                                         |                                         |                                         |                                         |                                         |                                   |                                   |                                   |                                   |                                   |                                   |  |  |  |  |  |  |  |  |  |  |  |  |  |  |  |  |  |  |
|                        |                        |                        |                        |                        |                        |                                  |                                  |                                  |                                  |                                  |                                  |                                     |                                     |                                     |                                     |                                     |                                     |                           |                           |                           |                           |                           |                           | PIETRO II *1174 †1213                                     | PIETRO II *1174 †1213                        | PIETRO II *1174 †1213                        | PIETRO II *1174 †1213                        | PIETRO II *1174 †1213                        | PIETRO II *1174 †1213                        | Alfonso II *1180 †1209                  | Alfonso II *1180 †1209                  | Alfonso II *1180 †1209                  | Alfonso II *1180 †1209                  | Alfonso II *1180 †1209                  | Alfonso II *1180 †1209                  |                                   |                                   |                                   |                                   |                                   |                                   |  |  |  |  |  |  |  |  |  |  |  |  |  |  |  |  |  |  |
|                        |                        |                        |                        |                        |                        |                                  |                                  |                                  |                                  |                                  |                                  |                                     |                                     |                                     |                                     |                                     |                                     |                           |                           |                           |                           |                           |                           | PIETRO II *1174 †1213                                     | PIETRO II *1174 †1213                        | PIETRO II *1174 †1213                        | PIETRO II *1174 †1213                        | PIETRO II *1174 †1213                        | PIETRO II *1174 †1213                        | Alfonso II *1180 †1209                  | Alfonso II *1180 †1209                  | Alfonso II *1180 †1209                  | Alfonso II *1180 †1209                  | Alfonso II *1180 †1209                  | Alfonso II *1180 †1209                  |                                   |                                   |                                   |                                   |                                   |                                   |  |  |  |  |  |  |  |  |  |  |  |  |  |  |  |  |  |  |
|                        |                        |                        |                        |                        |                        |                                  |                                  |                                  |                                  |                                  |                                  |                                     |                                     |                                     |                                     |                                     |                                     |                           |                           |                           |                           |                           |                           | GIACOMO I *1208 †1276                                     | GIACOMO I *1208 †1276                        | GIACOMO I *1208 †1276                        | GIACOMO I *1208 †1276                        | GIACOMO I *1208 †1276                        | GIACOMO I *1208 †1276                        | Conti di Provenza                       | Conti di Provenza                       | Conti di Provenza                       | Conti di Provenza                       | Conti di Provenza                       | Conti di Provenza                       |                                   |                                   |                                   |                                   |                                   |                                   |  |  |  |  |  |  |  |  |  |  |  |  |  |  |  |  |  |  |
|                        |                        |                        |                        |                        |                        |                                  |                                  |                                  |                                  |                                  |                                  |                                     |                                     |                                     |                                     |                                     |                                     |                           |                           |                           |                           |                           |                           | GIACOMO I *1208 †1276                                     | GIACOMO I *1208 †1276                        | GIACOMO I *1208 †1276                        | GIACOMO I *1208 †1276                        | GIACOMO I *1208 †1276                        | GIACOMO I *1208 †1276                        | Conti di Provenza                       | Conti di Provenza                       | Conti di Provenza                       | Conti di Provenza                       | Conti di Provenza                       | Conti di Provenza                       |                                   |                                   |                                   |                                   |                                   |                                   |  |  |  |  |  |  |  |  |  |  |  |  |  |  |  |  |  |  |
|                        |                        |                        |                        |                        |                        |                                  |                                  |                                  |                                  |                                  |                                  |                                     |                                     |                                     |                                     |                                     |                                     |                           |                           |                           |                           |                           |                           |                                                           |                                              |                                              |                                              |                                              |                                              |                                         |                                         |                                         |                                         |                                         |                                         |                                   |                                   |                                   |                                   |                                   |                                   |  |  |  |  |  |  |  |  |  |  |  |  |  |  |  |  |  |  |
|                        |                        |                        |                        |                        |                        |                                  |                                  |                                  |                                  |                                  |                                  |                                     |                                     |                                     |                                     |                                     |                                     |                           |                           |                           |                           |                           |                           | PIETRO III (I) *1239 †1285                                | PIETRO III (I) *1239 †1285                   | PIETRO III (I) *1239 †1285                   | PIETRO III (I) *1239 †1285                   | PIETRO III (I) *1239 †1285                   | PIETRO III (I) *1239 †1285                   |                                         |                                         |                                         |                                         |                                         |                                         | Giacomo II di Maiorca *1243 †1311 | Giacomo II di Maiorca *1243 †1311 | Giacomo II di Maiorca *1243 †1311 | Giacomo II di Maiorca *1243 †1311 | Giacomo II di Maiorca *1243 †1311 | Giacomo II di Maiorca *1243 †1311 |  |  |  |  |  |  |  |  |  |  |  |  |  |  |  |  |  |  |
|                        |                        |                        |                        |                        |                        |                                  |                                  |                                  |                                  |                                  |                                  |                                     |                                     |                                     |                                     |                                     |                                     |                           |                           |                           |                           |                           |                           | PIETRO III (I) *1239 †1285                                | PIETRO III (I) *1239 †1285                   | PIETRO III (I) *1239 †1285                   | PIETRO III (I) *1239 †1285                   | PIETRO III (I) *1239 †1285                   | PIETRO III (I) *1239 †1285                   |                                         |                                         |                                         |                                         |                                         |                                         | Giacomo II di Maiorca *1243 †1311 | Giacomo II di Maiorca *1243 †1311 | Giacomo II di Maiorca *1243 †1311 | Giacomo II di Maiorca *1243 †1311 | Giacomo II di Maiorca *1243 †1311 | Giacomo II di Maiorca *1243 †1311 |  |  |  |  |  |  |  |  |  |  |  |  |  |  |  |  |  |  |
|                        |                        |                        |                        |                        |                        |                                  |                                  |                                  |                                  |                                  |                                  |                                     |                                     |                                     |                                     |                                     |                                     |                           |                           |                           |                           |                           |                           |                                                           |                                              |                                              |                                              |                                              |                                              |                                         |                                         |                                         |                                         |                                         |                                         |                                   |                                   |                                   |                                   |                                   |                                   |  |  |  |  |  |  |  |  |  |  |  |  |  |  |  |  |  |  |
|                        |                        |                        |                        |                        |                        |                                  |                                  |                                  |                                  |                                  |                                  |                                     |                                     |                                     |                                     |                                     |                                     | ALFONSO III *1265 †1291   | ALFONSO III *1265 †1291   | ALFONSO III *1265 †1291   | ALFONSO III *1265 †1291   | ALFONSO III *1265 †1291   | ALFONSO III *1265 †1291   | GIACOMO II *1267 †1327                                    | GIACOMO II *1267 †1327                       | GIACOMO II *1267 †1327                       | GIACOMO II *1267 †1327                       | GIACOMO II *1267 †1327                       | GIACOMO II *1267 †1327                       | Federico III di Trinacria *1273/4 †1337 | Federico III di Trinacria *1273/4 †1337 | Federico III di Trinacria *1273/4 †1337 | Federico III di Trinacria *1273/4 †1337 | Federico III di Trinacria *1273/4 †1337 | Federico III di Trinacria *1273/4 †1337 | Re di Maiorca                     | Re di Maiorca                     | Re di Maiorca                     | Re di Maiorca                     | Re di Maiorca                     | Re di Maiorca                     |  |  |  |  |  |  |  |  |  |  |  |  |  |  |  |  |  |  |
|                        |                        |                        |                        |                        |                        |                                  |                                  |                                  |                                  |                                  |                                  |                                     |                                     |                                     |                                     |                                     |                                     | ALFONSO III *1265 †1291   | ALFONSO III *1265 †1291   | ALFONSO III *1265 †1291   | ALFONSO III *1265 †1291   | ALFONSO III *1265 †1291   | ALFONSO III *1265 †1291   | GIACOMO II *1267 †1327                                    | GIACOMO II *1267 †1327                       | GIACOMO II *1267 †1327                       | GIACOMO II *1267 †1327                       | GIACOMO II *1267 †1327                       | GIACOMO II *1267 †1327                       | Federico III di Trinacria *1273/4 †1337 | Federico III di Trinacria *1273/4 †1337 | Federico III di Trinacria *1273/4 †1337 | Federico III di Trinacria *1273/4 †1337 | Federico III di Trinacria *1273/4 †1337 | Federico III di Trinacria *1273/4 †1337 | Re di Maiorca                     | Re di Maiorca                     | Re di Maiorca                     | Re di Maiorca                     | Re di Maiorca                     | Re di Maiorca                     |  |  |  |  |  |  |  |  |  |  |  |  |  |  |  |  |  |  |
|                        |                        |                        |                        |                        |                        |                                  |                                  |                                  |                                  |                                  |                                  |                                     |                                     |                                     |                                     |                                     |                                     |                           |                           |                           |                           |                           |                           | ALFONSO IV *1299 †1336                                    | ALFONSO IV *1299 †1336                       | ALFONSO IV *1299 †1336                       | ALFONSO IV *1299 †1336                       | ALFONSO IV *1299 †1336                       | ALFONSO IV *1299 †1336                       | Re di Trinacria                         | Re di Trinacria                         | Re di Trinacria                         | Re di Trinacria                         | Re di Trinacria                         | Re di Trinacria                         |                                   |                                   |                                   |                                   |                                   |                                   |  |  |  |  |  |  |  |  |  |  |  |  |  |  |  |  |  |  |
|                        |                        |                        |                        |                        |                        |                                  |                                  |                                  |                                  |                                  |                                  |                                     |                                     |                                     |                                     |                                     |                                     |                           |                           |                           |                           |                           |                           | ALFONSO IV *1299 †1336                                    | ALFONSO IV *1299 †1336                       | ALFONSO IV *1299 †1336                       | ALFONSO IV *1299 †1336                       | ALFONSO IV *1299 †1336                       | ALFONSO IV *1299 †1336                       | Re di Trinacria                         | Re di Trinacria                         | Re di Trinacria                         | Re di Trinacria                         | Re di Trinacria                         | Re di Trinacria                         |                                   |                                   |                                   |                                   |                                   |                                   |  |  |  |  |  |  |  |  |  |  |  |  |  |  |  |  |  |  |
|                        |                        |                        |                        |                        |                        |                                  |                                  |                                  |                                  |                                  |                                  |                                     |                                     |                                     |                                     |                                     |                                     |                           |                           |                           |                           |                           |                           | PIETRO IV *1319 †1387                                     |                                              |                                              |                                              |                                              |                                              |                                         |                                         |                                         |                                         |                                         |                                         |                                   |                                   |                                   |                                   |                                   |                                   |  |  |  |  |  |  |  |  |  |  |  |  |  |  |  |  |  |  |
|                        |                        |                        |                        |                        |                        |                                  |                                  |                                  |                                  |                                  |                                  |                                     |                                     |                                     |                                     |                                     |                                     |                           |                           |                           |                           |                           |                           |                                                           |                                              |                                              |                                              |                                              |                                              |                                         |                                         |                                         |                                         |                                         |                                         |                                   |                                   |                                   |                                   |                                   |                                   |  |  |  |  |  |  |  |  |  |  |  |  |  |  |  |  |  |  |
|                        |                        |                        |                        |                        |                        |                                  |                                  |                                  |                                  |                                  |                                  |                                     |                                     |                                     |                                     |                                     |                                     |                           |                           |                           |                           |                           |                           |                                                           |                                              |                                              |                                              |                                              |                                              |                                         |                                         |                                         |                                         |                                         |                                         |                                   |                                   |                                   |                                   |                                   |                                   |  |  |  |  |  |  |  |  |  |  |  |  |  |  |  |  |  |  |
| GIOVANNI I *1350 †1396 | GIOVANNI I *1350 †1396 | GIOVANNI I *1350 †1396 | GIOVANNI I *1350 †1396 | GIOVANNI I *1350 †1396 | GIOVANNI I *1350 †1396 | MARTINO I (II) *1356 †1410       | MARTINO I (II) *1356 †1410       | MARTINO I (II) *1356 †1410       | MARTINO I (II) *1356 †1410       | MARTINO I (II) *1356 †1410       | MARTINO I (II) *1356 †1410       |                                     |                                     |                                     |                                     |                                     |                                     |                           |                           |                           |                           |                           |                           | Eleonora *1358 †1382 Giovanni I di Castiglia              | Eleonora *1358 †1382 Giovanni I di Castiglia | Eleonora *1358 †1382 Giovanni I di Castiglia | Eleonora *1358 †1382 Giovanni I di Castiglia | Eleonora *1358 †1382 Giovanni I di Castiglia | Eleonora *1358 †1382 Giovanni I di Castiglia |                                         |                                         |                                         |                                         |                                         |                                         |                                   |                                   |                                   |                                   |                                   |                                   |  |  |  |  |  |  |  |  |  |  |  |  |  |  |  |  |  |  |
| GIOVANNI I *1350 †1396 | GIOVANNI I *1350 †1396 | GIOVANNI I *1350 †1396 | GIOVANNI I *1350 †1396 | GIOVANNI I *1350 †1396 | GIOVANNI I *1350 †1396 | MARTINO I (II) *1356 †1410       | MARTINO I (II) *1356 †1410       | MARTINO I (II) *1356 †1410       | MARTINO I (II) *1356 †1410       | MARTINO I (II) *1356 †1410       | MARTINO I (II) *1356 †1410       |                                     |                                     |                                     |                                     |                                     |                                     |                           |                           |                           |                           |                           |                           | Eleonora *1358 †1382 Giovanni I di Castiglia              | Eleonora *1358 †1382 Giovanni I di Castiglia | Eleonora *1358 †1382 Giovanni I di Castiglia | Eleonora *1358 †1382 Giovanni I di Castiglia | Eleonora *1358 †1382 Giovanni I di Castiglia | Eleonora *1358 †1382 Giovanni I di Castiglia |                                         |                                         |                                         |                                         |                                         |                                         |                                   |                                   |                                   |                                   |                                   |                                   |  |  |  |  |  |  |  |  |  |  |  |  |  |  |  |  |  |  |
|                        |                        |                        |                        |                        |                        |                                  |                                  |                                  |                                  |                                  |                                  |                                     |                                     |                                     |                                     |                                     |                                     |                           |                           |                           |                           |                           |                           |                                                           |                                              |                                              |                                              |                                              |                                              |                                         |                                         |                                         |                                         |                                         |                                         |                                   |                                   |                                   |                                   |                                   |                                   |  |  |  |  |  |  |  |  |  |  |  |  |  |  |  |  |  |  |
|                        |                        |                        |                        |                        |                        | Martino I di Sicilia *1374 †1409 | Martino I di Sicilia *1374 †1409 | Martino I di Sicilia *1374 †1409 | Martino I di Sicilia *1374 †1409 | Martino I di Sicilia *1374 †1409 | Martino I di Sicilia *1374 †1409 | Enrico III di Castiglia *1379 †1406 | Enrico III di Castiglia *1379 †1406 | Enrico III di Castiglia *1379 †1406 | Enrico III di Castiglia *1379 †1406 | Enrico III di Castiglia *1379 †1406 | Enrico III di Castiglia *1379 †1406 |                           |                           |                           |                           |                           |                           | FERDINANDO I *1380 †1416                                  | FERDINANDO I *1380 †1416                     | FERDINANDO I *1380 †1416                     | FERDINANDO I *1380 †1416                     | FERDINANDO I *1380 †1416                     | FERDINANDO I *1380 †1416                     |                                         |                                         |                                         |                                         |                                         |                                         |                                   |                                   |                                   |                                   |                                   |                                   |  |  |  |  |  |  |  |  |  |  |  |  |  |  |  |  |  |  |
|                        |                        |                        |                        |                        |                        | Martino I di Sicilia *1374 †1409 | Martino I di Sicilia *1374 †1409 | Martino I di Sicilia *1374 †1409 | Martino I di Sicilia *1374 †1409 | Martino I di Sicilia *1374 †1409 | Martino I di Sicilia *1374 †1409 | Enrico III di Castiglia *1379 †1406 | Enrico III di Castiglia *1379 †1406 | Enrico III di Castiglia *1379 †1406 | Enrico III di Castiglia *1379 †1406 | Enrico III di Castiglia *1379 †1406 | Enrico III di Castiglia *1379 †1406 |                           |                           |                           |                           |                           |                           | FERDINANDO I *1380 †1416                                  | FERDINANDO I *1380 †1416                     | FERDINANDO I *1380 †1416                     | FERDINANDO I *1380 †1416                     | FERDINANDO I *1380 †1416                     | FERDINANDO I *1380 †1416                     |                                         |                                         |                                         |                                         |                                         |                                         |                                   |                                   |                                   |                                   |                                   |                                   |  |  |  |  |  |  |  |  |  |  |  |  |  |  |  |  |  |  |
|                        |                        |                        |                        |                        |                        |                                  |                                  |                                  |                                  |                                  |                                  |                                     |                                     |                                     |                                     |                                     |                                     |                           |                           |                           |                           |                           |                           |                                                           |                                              |                                              |                                              |                                              |                                              |                                         |                                         |                                         |                                         |                                         |                                         |                                   |                                   |                                   |                                   |                                   |                                   |  |  |  |  |  |  |  |  |  |  |  |  |  |  |  |  |  |  |
|                        |                        |                        |                        |                        |                        |                                  |                                  |                                  |                                  |                                  |                                  | Re di Castiglia                     | Re di Castiglia                     | Re di Castiglia                     | Re di Castiglia                     | Re di Castiglia                     | Re di Castiglia                     | ALFONSO V (I) *1396 †1458 | ALFONSO V (I) *1396 †1458 | ALFONSO V (I) *1396 †1458 | ALFONSO V (I) *1396 †1458 | ALFONSO V (I) *1396 †1458 | ALFONSO V (I) *1396 †1458 | GIOVANNI II *1397/8 †1479                                 | GIOVANNI II *1397/8 †1479                    | GIOVANNI II *1397/8 †1479                    | GIOVANNI II *1397/8 †1479                    | GIOVANNI II *1397/8 †1479                    | GIOVANNI II *1397/8 †1479                    |                                         |                                         |                                         |                                         |                                         |                                         |                                   |                                   |                                   |                                   |                                   |                                   |  |  |  |  |  |  |  |  |  |  |  |  |  |  |  |  |  |  |
|                        |                        |                        |                        |                        |                        |                                  |                                  |                                  |                                  |                                  |                                  | Re di Castiglia                     | Re di Castiglia                     | Re di Castiglia                     | Re di Castiglia                     | Re di Castiglia                     | Re di Castiglia                     | ALFONSO V (I) *1396 †1458 | ALFONSO V (I) *1396 †1458 | ALFONSO V (I) *1396 †1458 | ALFONSO V (I) *1396 †1458 | ALFONSO V (I) *1396 †1458 | ALFONSO V (I) *1396 †1458 | GIOVANNI II *1397/8 †1479                                 | GIOVANNI II *1397/8 †1479                    | GIOVANNI II *1397/8 †1479                    | GIOVANNI II *1397/8 †1479                    | GIOVANNI II *1397/8 †1479                    | GIOVANNI II *1397/8 †1479                    |                                         |                                         |                                         |                                         |                                         |                                         |                                   |                                   |                                   |                                   |                                   |                                   |  |  |  |  |  |  |  |  |  |  |  |  |  |  |  |  |  |  |
|                        |                        |                        |                        |                        |                        |                                  |                                  |                                  |                                  |                                  |                                  |                                     |                                     |                                     |                                     |                                     |                                     | Re di Napoli              | Re di Napoli              | Re di Napoli              | Re di Napoli              | Re di Napoli              | Re di Napoli              | FERDINANDO II (V-III) *1452 †1516                         | FERDINANDO II (V-III) *1452 †1516            | FERDINANDO II (V-III) *1452 †1516            | FERDINANDO II (V-III) *1452 †1516            | FERDINANDO II (V-III) *1452 †1516            | FERDINANDO II (V-III) *1452 †1516            |                                         |                                         |                                         |                                         |                                         |                                         |                                   |                                   |                                   |                                   |                                   |                                   |  |  |  |  |  |  |  |  |  |  |  |  |  |  |  |  |  |  |
|                        |                        |                        |                        |                        |                        |                                  |                                  |                                  |                                  |                                  |                                  |                                     |                                     |                                     |                                     |                                     |                                     | Re di Napoli              | Re di Napoli              | Re di Napoli              | Re di Napoli              | Re di Napoli              | Re di Napoli              | FERDINANDO II (V-III) *1452 †1516                         | FERDINANDO II (V-III) *1452 †1516            | FERDINANDO II (V-III) *1452 †1516            | FERDINANDO II (V-III) *1452 †1516            | FERDINANDO II (V-III) *1452 †1516            | FERDINANDO II (V-III) *1452 †1516            |                                         |                                         |                                         |                                         |                                         |                                         |                                   |                                   |                                   |                                   |                                   |                                   |  |  |  |  |  |  |  |  |  |  |  |  |  |  |  |  |  |  |
|                        |                        |                        |                        |                        |                        |                                  |                                  |                                  |                                  |                                  |                                  |                                     |                                     |                                     |                                     |                                     |                                     |                           |                           |                           |                           |                           |                           | GIOVANNA *1479 †1555 Filippo I d’Asburgo *1478 †1506      |                                              |                                              |                                              |                                              |                                              |                                         |                                         |                                         |                                         |                                         |                                         |                                   |                                   |                                   |                                   |                                   |                                   |  |  |  |  |  |  |  |  |  |  |  |  |  |  |  |  |  |  |
|                        |                        |                        |                        |                        |                        |                                  |                                  |                                  |                                  |                                  |                                  |                                     |                                     |                                     |                                     |                                     |                                     |                           |                           |                           |                           |                           |                           |                                                           |                                              |                                              |                                              |                                              |                                              |                                         |                                         |                                         |                                         |                                         |                                         |                                   |                                   |                                   |                                   |                                   |                                   |  |  |  |  |  |  |  |  |  |  |  |  |  |  |  |  |  |  |
|                        |                        |                        |                        |                        |                        |                                  |                                  |                                  |                                  |                                  |                                  |                                     |                                     |                                     |                                     |                                     |                                     |                           |                           |                           |                           |                           |                           | Re di Spagna                                              |                                              |                                              |                                              |                                              |                                              |                                         |                                         |                                         |                                         |                                         |                                         |                                   |                                   |                                   |                                   |                                   |                                   |  |  |  |  |  |  |  |  |  |  |  |  |  |  |  |  |  |  |